# Acht.
Acht. ist eine deutsche Rockband aus München, deren Leadsänger Gil Ofarim ist. Der Bandname leitet sich u. a. von den gleichlautenden Hausnummern des damaligen Standorts des Plattenlabels Neuzeitstürmer bzw. der Wohnsitze mehrerer Bandmitglieder ab.

## Geschichte
Acht. wurde Ende 2008 von Gil Ofarim (Gesang, Gitarre) und Oswin Ottl (Gitarre, Songwriting) gegründet.
Gil Ofarim, Sohn des israelischen Sängers Abi Ofarim, ist seit über 20 Jahren Musiker und hat bereits über fünf Millionen Tonträger weltweit verkauft. Er ist Schauspieler, Musical-Darsteller und Synchronsprecher und zudem als Model und Testimonial tätig. In der Vergangenheit hatte er bereits Gitarrenunterricht bei Oswin Ottl genommen. Beide schrieben zu diesem Zeitpunkt schon Songs zusammen. Als Ottl Ofarim – der jahrelang nur auf Englisch gesungen hatte – bat, einen Song auf Deutsch einzusingen, sagte Ofarim zu; er wollte den Song allerdings nur mit Ottl zusammen auf der Bühne präsentieren. So erfolgte nach einiger Zeit die Bandgründung.
Schlagzeuger Andy Lind war zeitweise auch als Schlagzeuger bei der Münchener Crossover-Band Freaky Fukin Weirdoz aktiv.
Im Jahr 2010 gründete Ofarim mit Neuzeitstürmer ein eigenes Label, um seine selbst geschriebenen Songs genau so herauszubringen, wie er sie komponiert hatte, und so sein Talent als Songwriter und Komponist unter Beweis zu stellen. Das Debütalbum von Acht., Stell Dir Vor, wurde von Corni Bartels in den Weltraumstudios in München produziert und 2010 bei Neuzeitstürmer veröffentlicht.
Im Jahr 2011 waren Acht. mit dem US-amerikanischen Sänger Alex Band (The Calling) auf Tour.
Im Moment ist Leadsänger Gil Ofarim wieder als Solokünstler aktiv.

## Diskografie
Alben
- 2010: Stell dir vor (Neuzeitstürmer)
- 2014: Seid ihr dabei (Neuzeitstürmer)